# Lily Braun
Lily Braun (nacida Amalie von Kretschmann, 2 de julio de 1865-8 de agosto de 1916) fue una escritora y feminista alemana.
Hija del general prusiano Hans von Kretschmann. Su abuela, la baronesa Jenny von Gustedt, era hija ilegítima de Jérôme Bonaparte, el hermano de Napoleón. 
Estuvo casada brevemente con un profesor de filosofía, Georg von Gizycki, medio afiliado al Partido Socialdemócrata de Alemania, partido al que también estuvo relacionada y al enviudar se casó con el autor y político socialdemócrata Heinrich Braun.

## Obras
- Die Frauenfrage. Ihre geschichtliche Entwicklung und wirtschaftliche Seite.
- Wahrheit oder Legende. Ein Wort zu den Kriegsbriefen des Generals von Kretschman
- Die Mutterschaftsversicherung. Ein Beitrag zur Frage der Fürsorge für Schwangere und Wöchnerinnen
- Die Frauen und die Politik
- Memoiren einer Sozialistin – Lehrjahre (Roman). Autobiografía
- Memoiren einer Sozialistin – Kampfjahre. Autobiografía
- Mutterschaft. Ein Sammelwerk für die Probleme des Weibes als Mutter
- Die Liebesbriefe der Marquise
- Die Frauen und der Krieg
- Im Schatten der Titanen. Erinnerungen an Baronin Jenny von Gustedt
- Lebenssucher (Roman)
- Frauenarbeit und Beruf
- Die Frauenfrage. Neuausgabe, Norderstedt 2008, ISBN 978-3-8370-5774-4

- Datos: Q71372
- Multimedia: Lily Braun / Q71372